# VfL Osnabrück
VfL Osnabrück je njemački nogometni klub iz Osnabrücka. Osnovan je 1899. godine.

## Poznati igrači
- Ansgar Brinkmann
- Mark Burton
- Joe Enochs
- Udo Lattek
- Aaran Lines
- Patrick Owomoyela
- Amarildo Zela

## Poznati treneri
- Antun Rudinski

## Trofeji
- Oberliga Nord (II) prvaci: 1969., 1970., 1971.
- Oberliga Nord (II) doprvaci: 1972., 1973.
- Oberliga Nord (III) prvaci: 1985., 1999., 2000.
- Oberliga Nord (III) doprvaci: 1995., 2003.
- Gauliga Niedersachsen (I) prvaci: 1939., 1940.
- Njemački amaterski prvaci: 1995.